# Charraix
Charraix – miejscowość i gmina we Francji, w regionie Owernia-Rodan-Alpy, w departamencie Górna Loara.
Według danych z 2019 roku, miejscowość zamieszkiwało przez 69 osób. Natomiast, w roku 1990 gminę zamieszkiwało 111 osób, a gęstość zaludnienia wynosiła 12 osób/km² (wśród 1310 gmin Owernii Charraix plasuje się na 733. miejscu pod względem liczby ludności, natomiast pod względem powierzchni na miejscu 839.).